# 藤原親雅
藤原 親雅 （ふじわら の ちかまさ）は、平安時代後期から鎌倉時代前期にかけての公卿。藤原北家勧修寺流。参議・藤原親隆の三男。官位は正三位・参議。五条宰相と号す。

## 官歴
『公卿補任』による
- 保元3年（1158年） 5月6日：叙爵（従五位下）、長門守
- 応保2年（1162年） 8月22日：従五位上
- 仁安2年（1167年） 8月1日：木工頭
- 仁安3年（1168年） 8月4日：正五位下
- 安元3年（1177年） 正月28日：右衛門権佐
- 寿永元年（1182年） 8月14日：皇后宮大進。12月7日：左衛門権佐。12月10日：蔵人
- 寿永2年（1183年） 8月20日：補新帝蔵人
- 文治2年（1186年） 12月15日：左少弁
- 文治3年（1187年） 6月28日：止大進
- 文治4年（1188年） 10月14日：転右中弁、勧学院別当。11月28日：造興福寺長官。12月30日：従四位下
- 文治5年（1189年） 4月13日：修理右宮城使。11月1日：従四位上
- 建久元年（1190年） 8月13日：修理左宮城使。10月17日：転右大弁。10月26日：正四位下。
- 建久4年（1193年） 正月8日：従三位、非参議、大蔵卿
- 建久6年（1195年） 2月2日：兼長門権守
- 建久10年（1199年） 正月5日：正三位
- 正治2年（1200年） 4月1日：参議、辞大蔵卿
- 正治3年（1201年） 正月29日：兼丹波権守。8月19日：辞参議
- 建仁2年（1202年） 閏10月24日：大宰大弐
- 承元2年（1208年） 4月7日：皇太后宮大夫
- 承元3年（1209年） 8月12日：止大夫
- 承元4年（1210年） 9月16日：出家。9月23日：入滅（享年66）

- 父：藤原親隆
- 母：平知信の娘[1][2]
- 妻：藤原定隆の娘[2]または平信業の娘[1]
  - 長男[1]：藤原親房[2]
- 生母不明の子女
  - 男子：藤原季隆[2]
  - 男子：藤原朝房[2]
  - 男子：藤原時房[2]
  - 男子：親快 - 醍醐寺大僧都[2]
  - 男子：親寛 - 仁和寺権僧正[2]
  - 男子：教雅 - 仁和寺権大僧都[2]
  - 男子：経雅 - 延暦寺[2]
  - 男子：寛雅[2]
  - 女子：藤原幸子[1] - 四条院典侍、西園寺実氏室[2]
  - 女子：藤原清長室[2]
  - 女子：四条隆仲室[2]
  - 女子：正親町三条公綱室[2]
  - 女子：二条定高室[1][2]